# Calanthe muelleri
Calanthe muelleri är en orkidéart som beskrevs av Friedrich Fritz Wilhelm Ludwig Kraenzlin. Calanthe muelleri ingår i släktet Calanthe och familjen orkidéer.
Artens utbredningsområde är Nya Kaledonien. Inga underarter finns listade i Catalogue of Life.